# Arnold Spencer-Smith
Arnold Patrick Spencer-Smith, né le 17 mars 1883 à Streatham et mort le 9 mars 1916 en Antarctique, est un ecclésiastique britannique et photographe amateur, qui a rejoint l'expédition Endurance d'Ernest Shackleton en Antarctique en tant qu'aumônier entre 1914 et 1916.

## Biographie
Lors de l'expédition Endurance, Spencer-Smith est l'aumônier du groupe de la mer de Ross (en anglais : Ross Sea party) qui est chargé de mettre en place une série de dépôts d'approvisionnement à travers la barrière de Ross, de la mer de Ross au glacier Beardmore, le long d'une route polaire établie par les expéditions précédentes en Antarctique. 
Il tombe malade du scorbut à 83° sud et reste seul dans une tente pendant 10 jours tandis que les autres membres du groupe continuent à installer les dépôts. Après leur retour, il est ramené sur un traîneau vers la base du cap Evans, mais il meurt pendant le voyage en mars 1916.
Le cap Spencer-Smith sur l'île White dans l'archipel de Ross est nommé en son honneur.